# St. Hubertus (Süsterseel)

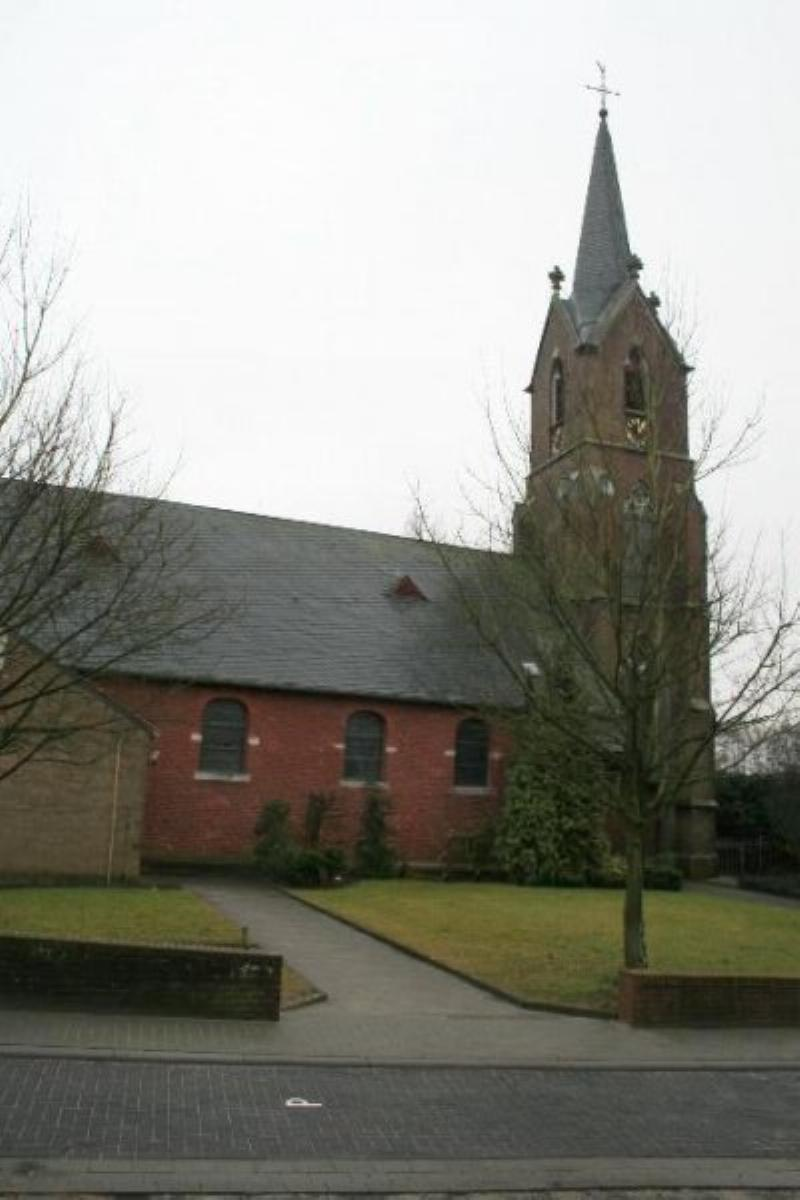
St. Hubertus in Süsterseel

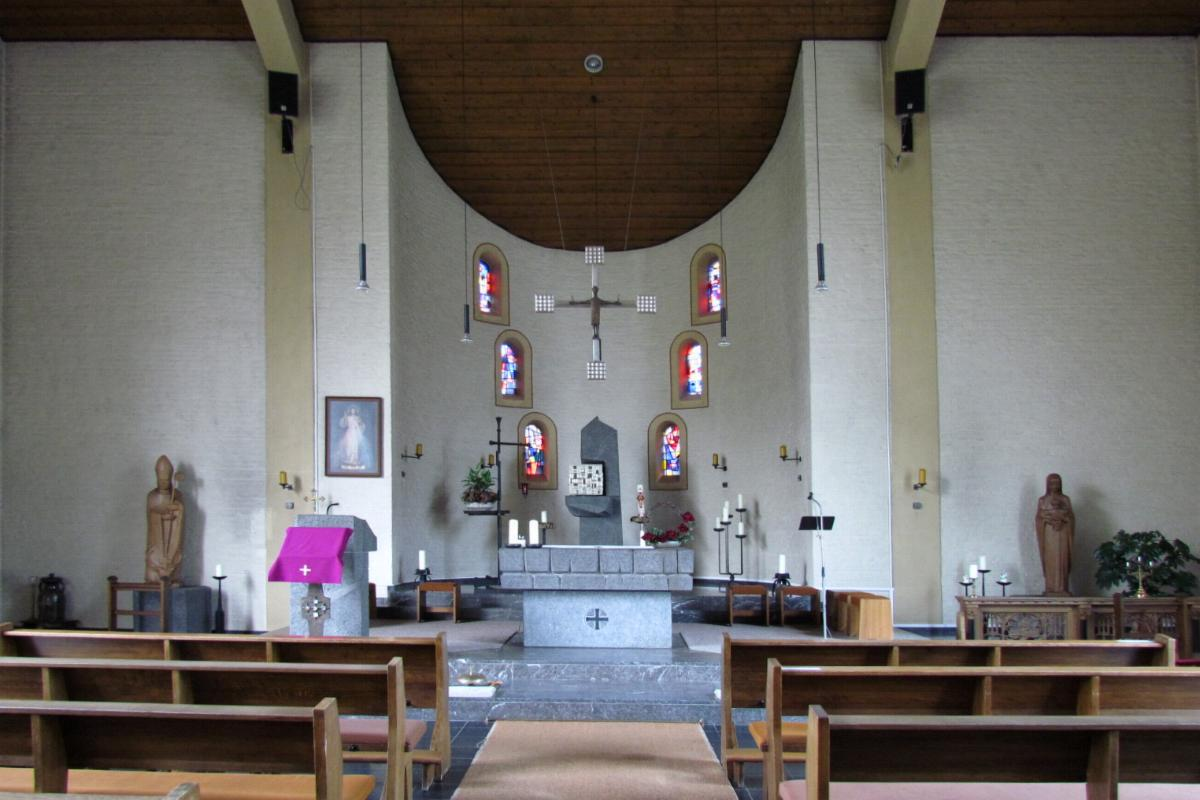
Innenraum

St. Hubertus ist eine römisch-katholische Pfarrkirche in Süsterseel, einem Ortsteil der Gemeinde Selfkant im Kreis Heinsberg in Nordrhein-Westfalen.
Die Kirche steht unter dem Patronat des hl. Hubertus von Lüttich und ist unter Nummer 14 in die Liste der Baudenkmäler in Selfkant eingetragen.

## Geschichte
Seit wann genau es bereits eine Kirche in Süsterseel gibt, liegt im Dunkel der Geschichte. 1299 wurde die Kirche von Süsterseel dem Kanonikerstift in Sittard inkorporiert. Das Patronatsrecht übten die Herren von Monschau-Falkenburg aus. Im Visitationsbericht von 1533 steht, dass die Kirche zwei Vikarien am Marienaltar und am Annaaltar hatte. Im Spanischen Erbfolgekrieg wurde die Kirche verwüstet und geplündert, der damalige Pfarrer Matthias Cleven wurde dabei erschossen.
Im Jahr 1772 wurde eine neue Kirche erbaut, da die alte von den Kämpfen des Krieges noch schwer gezeichnet war. Diese barocke Saalkirche wurde im 19. Jahrhundert zu klein, weshalb das Kirchenschiff nach Osten verlängert und im Westen dem Kirchenschiff ein neuer Glockenturm nach Plänen von Architekt Johann Burkart, Aachen, vorgebaut wurde. Der östliche Erweiterungsbau wurde 1957 abgerissen und an das alte Kirchenschiff ein großes Querschiff und halbkreisförmige Apsis im Osten bis 1958 erbaut. Die feierliche Kirchweihe war am 1. Juni 1959. 1979 erfolgte nochmals ein Umbau des Chorraums nach Plänen von Matthias Kleuters.

## Baubeschreibung
Der alte Teil von St. Hubertus ist eine einschiffige und vierachsige Saalkirche in Formen des Barock aus Backsteinen mit flachgewölbter Pliesterdecke, der vorgebaute dreigeschossige Glockenturm aus dem 19. Jahrhundert ist neugotisch. Der neue Teil wurde im Stil der Nachkriegsmoderne erbaut.

## Ausstattung
Altar, Tabernakelsäule und Ambo sind Werke des Jülicher Bildhauers Arnold Krings aus dem Jahr 1988. Den Tabernakel selbst schuf Albert Sous 1964. Die Orgel im historischen neugotischen Prospekt der Vorgängerorgel wurde von Orgelbauer Heinz Wilbrand aus Übach-Palenberg 1973 erbaut. Das Instrument verfügt über 15 Register. Die Buntglasfenster im alten Teil der Kirche wurden um 1920 in der Linnicher Werkstatt Glasmalerei Dr. H. Oidtmann angefertigt. Die Fenster im neuen Teil sind um 1960 entstanden.

## Pfarrer
Folgende Priester wirkten bislang als Pastor an St. Hubertrus:
| von – bis | Name             |
| --------- | ---------------- |
| 1929–1939 | Theodor Müller   |
| 1939–1970 | Matthias Kamper  |
| 1970–1974 | Rudolf Kamper    |
| 1974–1989 | Josef Paggen     |
| 1989–1996 | Johannes Sczyrba |
| Seit ?    | Roland Bohnen    |